# 加宮貴一
加宮 貴一（かみや きいち、1901年2月27日 - 1986年6月23日）は、日本の小説家。
岡山県生まれ。慶應義塾大学英文科卒。1924年、川端康成らの『文藝時代』同人となる。戦後は文京区議会議員、おいらく山岳会会長などを務めた。墓所は小平霊園。

## 著書
- 一斤のパン 春陽堂 1924 (文芸春秋叢書)
- 屏風物語 聚芳閣 1924
- 鳥獣虫魚の生態 科学逸話 厚生閣書店 1930
- 南北極地探檢記 大日本雄辯會講談社 1937.8 (世界冒險探檢叢書)
- 話の動物園 少年少女科学読物 文英堂 1947

## 翻訳
- コロンバ /メリメエ 1924 (春陽堂訳述叢書)